# 许如错
许如错（藏語：ཞུ་རུ་མཚོ，威利转写：zhu ru mtsho，THL：Zhuru Tso）位于中国西藏自治区日喀则市昂仁县境内，地处昂仁县北部，冈底斯山北麓，湖面海拔4,714米，面积211.1平方公里。湖区年均气温0-2℃，年均降水量200-300毫米。湖水主要依靠冰雪融水径流补给。